# Letiště San Sebastián
Letiště San Sebastián (IATA: EAS, ICAO: LESO) je letiště obsluhující město San Sebastián v Baskicku ve Španělsku. Navzdory svému názvu se letiště nachází ve městě Hondarribia, přičemž vzletová a přistávací dráha vede podél řeky Bidasoa přímo na španělsko-francouzské hranici.

## Popis
Letiště slouží především vnitrostátním letům, zejména do Madridu, od července 2022 zajišťuje mezinárodní spojení do Londýna. V roce 2008 vznikl plán na prodloužení vzletové a přistávací dráhy, aby byly splněny požadavky stanovené pro zajištění služeb pro větší letadla. Plány stále narážejí na silný odpor, což přispívá k ekonomickým potížím dopravců využívajících letiště, a jeho budoucnost je tak o to nejistější. Dalšími blízkými letišti jsou letiště Bilbao (117 km) a letiště Biarritz Pays Basque (32 km).

## Aerolinie a destinace
Na letišti San Sebastián provozují pravidelné a charterové lety následující letecké společnosti:
| Aerolinie       | Destinace                                                      |
| --------------- | -------------------------------------------------------------- |
| Binter Canarias | Gran Canaria                                                   |
| British Airways | Londýn Sezónně: Edinburgh                                      |
| Iberia          | Madrid                                                         |
| Volotea         | Sezónně: Málaga, Menorca, Palma de Mallorca, Sevilla, Valencia |
| Vueling         | Barcelona                                                      |

## Doprava u letiště
- Ekialdebus: autobusová linka (E21) spojuje centrum San Sebastianu (náměstí Gipuzkoa) a město Hondarribia se zastávkou na letišti. Autobusy jezdí každých 30 minut.[5]
- Ekialdebus: autobusová linka (E30) spojuje od 20. června do 30. září autobusové nádraží San Sebastianu (ulice Federica Garcíi Lorky) a letiště. Ze San Sebastianu odjíždí každý den 11 autobusů.[6]